# Mislav Oršić
Mislav Oršić (Zagreb, 29 de diciembre de 1992) es un futbolista croata que juega de extremo en el Pafos F. C. de la Primera División de Chipre.

## Selección nacional
Es internacional con la selección de Croacia.
Tuvo una buena participación en el Mundial de Catar 2022, en el que ayudó a su selección a conseguir un meritorio 3º puesto, eliminando a Brasil en los cuartos de final.

### Participaciones en Copas del Mundo
| Mundial      | Sede  | Resultado     | Partidos | Goles |
| ------------ | ----- | ------------- | -------- | ----- |
| Mundial 2022 | Catar | Tercer puesto | 5        | 1     |

## Estadísticas

### Clubes
Actualizado al último partido disputado el 18 de mayo de 2024.
| Club                                | Div.          | Temporada     | Liga  | Liga  | Copas nacionales | Copas nacionales | Copas internacionales | Copas internacionales | Total | Total |
| Club                                | Div.          | Temporada     | Part. | Goles | Part.            | Goles            | Part.                 | Goles                 | Part. | Goles |
| ----------------------------------- | ------------- | ------------- | ----- | ----- | ---------------- | ---------------- | --------------------- | --------------------- | ----- | ----- |
| N. K. Inter Zaprešić · Croacia      | 1.ª           | 2009-10       | 8     | 3     | 0                | 0                | ―                     | ―                     | 8     | 3     |
| N. K. Inter Zaprešić · Croacia      | 1.ª           | 2010-11       | 25    | 3     | 0                | 0                | ―                     | ―                     | 25    | 3     |
| N. K. Inter Zaprešić · Croacia      | 1.ª           | 2011-12       | 24    | 4     | 1                | 0                | ―                     | ―                     | 25    | 4     |
| N. K. Inter Zaprešić · Croacia      | 1.ª           | 2012-13       | 33    | 12    | 1                | 0                | ―                     | ―                     | 34    | 12    |
| N. K. Inter Zaprešić · Croacia      | Total club    | Total club    | 90    | 22    | 2                | 0                | 0                     | 0                     | 92    | 22    |
| Spezia Calcio · Italia              | 2.ª           | 2013-14       | 9     | 0     | 2                | 0                | ―                     | ―                     | 11    | 0     |
| Spezia Calcio · Italia              | Total club    | Total club    | 9     | 0     | 2                | 0                | 0                     | 0                     | 11    | 0     |
| N. K. Celje Eslovenia               | 1.ª           | 2014-15       | 13    | 2     | 3                | 0                | ―                     | ―                     | 16    | 2     |
| N. K. Celje Eslovenia               | Total club    | Total club    | 13    | 2     | 3                | 0                | 0                     | 0                     | 16    | 2     |
| Jeonnam Dragons F. C. Corea del Sur | 1.ª           | 2015          | 33    | 9     | 4                | 1                | ―                     | ―                     | 37    | 10    |
| Jeonnam Dragons F. C. Corea del Sur | 1.ª           | 2016          | 17    | 5     | 1                | 2                | ―                     | ―                     | 18    | 7     |
| Jeonnam Dragons F. C. Corea del Sur | Total club    | Total club    | 50    | 14    | 5                | 3                | 0                     | 0                     | 55    | 17    |
| Changchun Yatai China               | 1.ª           | 2016          | 14    | 2     | 0                | 0                | ―                     | ―                     | 14    | 2     |
| Changchun Yatai China               | Total club    | Total club    | 14    | 2     | 0                | 0                | 0                     | 0                     | 14    | 2     |
| Ulsan Hyundai F. C. Corea del Sur   | 1.ª           | 2017          | 38    | 10    | 6                | 1                | 5                     | 2                     | 49    | 13    |
| Ulsan Hyundai F. C. Corea del Sur   | 1.ª           | 2018          | 14    | 4     | 0                | 0                | 7                     | 4                     | 21    | 8     |
| Ulsan Hyundai F. C. Corea del Sur   | Total club    | Total club    | 52    | 14    | 6                | 1                | 12                    | 6                     | 70    | 21    |
| G. N. K. Dinamo Zagreb · Croacia    | 1.ª           | 2018-19       | 24    | 6     | 4                | 2                | 16                    | 5                     | 44    | 13    |
| G. N. K. Dinamo Zagreb · Croacia    | 1.ª           | 2019-20       | 28    | 13    | 2                | 1                | 12                    | 7                     | 42    | 21    |
| G. N. K. Dinamo Zagreb · Croacia    | 1.ª           | 2020-21       | 32    | 16    | 4                | 2                | 15                    | 6                     | 51    | 24    |
| G. N. K. Dinamo Zagreb · Croacia    | 1.ª           | 2021-22       | 33    | 14    | 2                | 1                | 15                    | 5                     | 35    | 20    |
| G. N. K. Dinamo Zagreb · Croacia    | 1.ª           | 2022-23       | 15    | 8     | 0                | 0                | 12                    | 5                     | 27    | 13    |
| G. N. K. Dinamo Zagreb · Croacia    | Total club    | Total club    | 132   | 57    | 12               | 6                | 70                    | 28                    | 214   | 91    |
| Southampton F. C. Inglaterra        | 1.ª           | 2022-23       | 1     | 0     | 4                | 0                | ―                     | ―                     | 5     | 0     |
| Southampton F. C. Inglaterra        | Total club    | Total club    | 1     | 0     | 4                | 0                | 0                     | 0                     | 5     | 0     |
| Trabzonspor Turquía                 | 1.ª           | 2023-24       | 6     | 0     | 2                | 0                | ―                     | ―                     | 8     | 0     |
| Trabzonspor Turquía                 | Total club    | Total club    | 6     | 0     | 2                | 0                | 0                     | 0                     | 8     | 0     |
| Total carrera                       | Total carrera | Total carrera | 367   | 111   | 36               | 10               | 82                    | 34                    | 485   | 155   |

## Palmarés

### Títulos nacionales
| Título                     | Club                   | País          | Año  |
| -------------------------- | ---------------------- | ------------- | ---- |
| Korean FA Cup              | Ulsan Hyundai F. C.    | Corea del Sur | 2017 |
| Prva HNL                   | G. N. K. Dinamo Zagreb | Croacia       | 2019 |
| Supercopa de Croacia       | G. N. K. Dinamo Zagreb | Croacia       | 2019 |
| Prva HNL                   | G. N. K. Dinamo Zagreb | Croacia       | 2020 |
| Prva HNL                   | G. N. K. Dinamo Zagreb | Croacia       | 2021 |
| Copa de Croacia            | G. N. K. Dinamo Zagreb | Croacia       | 2021 |
| Prva HNL                   | G. N. K. Dinamo Zagreb | Croacia       | 2022 |
| Supercopa de Croacia       | G. N. K. Dinamo Zagreb | Croacia       | 2022 |
| Primera División de Chipre | Pafos F. C.            | Chipre        | 2025 |